# The New Barbarians
The New Barbarians, eller bara New Barbarians, var en musikgrupp formerad och upplöst 1979. Bandet bestod av Ronnie Wood (sång, gitarr, munspel, saxofon, pedal steel guitar), Ian McLagan (keyboard, sång), Stanley Clarke (basgitarr), Bobby Keys (saxofon), Ziggy Modeliste (trummor) samt Keith Richards (sång, gitarr, piano). Bandet turnerade i USA och Kanada april och maj 1979. 11 augusti spelade bandet vid Knebworth Festival 1979 som support för Led Zeppelin. Då ersattes Stanley Clarke av Phil Chen på basgitarr.
The New Barbarians gav aldrig ut någon skiva under den tid de var aktiva, men 2006 utkom liveskivan Buried Alive: Live in Maryland.

## Diskografi
Livealbum
- Breathe On Me (1980)
- Buried Alive: Live in Maryland (2006)
- Wanted Dead or Alive (2016)

Singlar
- "They Offer Nothing More Than Ear-To-Ear Violence" (maxi-singel) (2016)